# Premio Nacional de Artes Plásticas de Chile
El Premio Nacional de Artes Plásticas de Chile fue creado el año 1992 bajo la Ley N.º 19.169. Se otorga a «la persona que se haya distinguido por sus logros en la respectiva área de las artes» (Artículo 8.º. de la referida ley).

## Descripción
Este premio, al igual que los otros Premios Nacionales de Chile es el máximo reconocimiento que otorga el Estado a la obra de un artista nacional "por su excelencia, creatividad, aporte trascendente a la cultura nacional y al desarrollo del saber y de las artes, se hagan acreedores de estos galardones". Excepcionalmente, podrá ser otorgado a un extranjero de larga residencia en el país, cuya obra científica o creativa se haya desarrollado en Chile.
El Premio, que se concede cada año impar, consiste en un diploma, la  suma $6.576.457 (pesos chilenos) de 1992 reajustados según el IPC y una pensión vitalicia mensual de 20 UTM.

## Jurado
La composición de los integrantes del jurado en la edición del 2023 fue:
- Ministro/a de las Culturas, las Artes y el Patrimonio
- Rector/a de la Universidad de Chile
- Última persona galardonada
- Un/a académica/o designado/a por el Consejo de Rectores de las Universidades Chilenas
- Un/a representante de la Academia Chilena de Bellas Artes
- Dos personas representantes del Consejo Nacional de las Culturas, las Artes y el Patrimonio

## Lista de galardonados
| Año  | Ganador(a)                            | Fotografía | Disciplina                      | Obra referencial | Título                                  |
| ---- | ------------------------------------- | ---------- | ------------------------------- | ---------------- | --------------------------------------- |
| 1993 | Sergio Montecino Montalva (1916-1997) |            | Pintor                          |                  |                                         |
| 1995 | Lily Garafulic (1914-2012)            |            | Escultora                       |                  | Imagen para el Bicentenario             |
| 1997 | Sergio Castillo Mandiola (1925-2010)  |            | Escultor                        |                  | Erupción                                |
| 1999 | José Balmes (1927-2016)               |            | Pintor                          |                  | Corazón de hueso blanco                 |
| 2001 | Rodolfo Opazo Bernales (1935-2019)    |            | Pintor, grabador, escultor      |                  | Imágenes de barrio                      |
| 2003 | Gonzalo Díaz Cuevas                   |            | Pintor, fotógrafo               |                  |                                         |
| 2005 | Eugenio Dittborn                      |            | Artista visual                  |                  | La cocina y la guerra                   |
| 2007 | Guillermo Núñez (1930-2024)           |            | Pintor, dibujante               |                  |                                         |
| 2009 | Federico Assler                       |            | Escultor                        |                  | Doble relieve y columna                 |
| 2011 | Gracia Barrios (1926-2020)            |            | Pintora                         |                  | Imagen con caballo negro                |
| 2013 | Alfredo Jaar                          |            | Artista visual                  |                  | One Million Finnish Passports           |
| 2015 | Roser Bru (1923-2021)                 |            | Pintora, grabadora              |                  |                                         |
| 2017 | Paz Errázuriz                         |            | Fotógrafa                       |                  |                                         |
| 2019 | Eduardo Vilches Prieto                |            | Pintor                          |                  |                                         |
| 2021 | Francisco Gazitúa                     |            | Escultor                        |                  | Esmeralda II                            |
| 2023 | Cecilia Vicuña                        |            | Artista visual, poeta, cineasta |                  | Eman si pasión - Parti si pasión (1974) |